# موسى جمعة
موسى جمعة (بالإنجليزية: Musa Juma)‏ هو موسيقي كيني، ولد في 6 ديسمبر 1968، وتوفي في 15 مارس 2011 بسبب ذات الرئة.